# Treja
Le Treja est un cours d'eau  d'Italie centrale faisant partie du bassin collecteur du Tibre. 

## Géographie
Le Treja prend sa source au mont Lagusiello à proximité du lac de Bracciano et coule dans les provinces Viterbe et de Rome. Il traverse les communes de Mazzano Romano, Calcata, Faleria et Civita Castellana et rejoint le Tibre sur sa rive droite, dans la vallée du Tibre.

## Description
Le Treja parcourt une vallée étroite à laquelle il donne son nom qui est caractérisée par un relief volcanique constitué en grande partie par le tuf rouge. Son bassin recueille les eaux de nombreux torrents ainsi que le Rio Vicano près de Civita Castellana. À proximité du mont Gelato, le cours du fleuve se divise en plusieurs branches empruntant diverses cascades formées à la suite de l'érosion du lit composé de roche de tuf. La vallée est recouverte par une dense végétation.
La zone étant très pittoresque, elle a servi comme décor à de nombreux tournages de films.

## Le parc
Depuis 1982, à la suite de la loi régionale de la région du Latium, le cours du fleuve compris entre les localités de Mazzano Romano et Calcata fait partie du parc naturel régional Valle del Treja.

## Personnalités
- Dolores Prato (1892-1983) y passe son enfance et son adolescence qu'elle narre dans Bas la place, y'a personne.